# Stralsunder Straßennamen/B

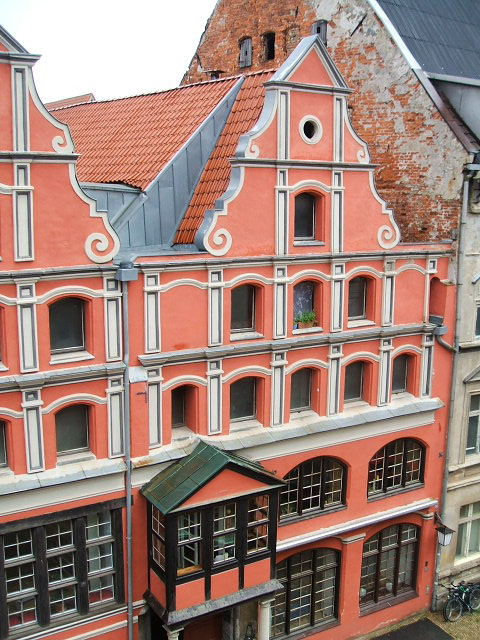
Haus in der Badenstraße

Dies ist ein Verzeichnis der Straßennamen der Hansestadt Stralsund.
Das Verzeichnis nennt den Namen der Straße und (in Klammern) den Ortsteil. Dazu wird eine Erläuterung (Jahr der Benennung, Grund) zum Straßennamen gegeben. Wegen der großen Anzahl an Straßen wurde das Verzeichnis nach den Anfangsbuchstaben der Straßennamen aufgeteilt. Unter „Allgemeines“ finden Sie die Einleitung und Erläuterungen zu den Straßennamen allgemein.
Beispiel: Den Amanda-Weber-Ring finden Sie unter A.
- Bachstraße (Knieper / Knieper Nord)

Benannt nach dem deutschen Komponisten Johann Sebastian Bach. Diese Straße befindet sich im Musikerviertel. Ein Bezug zu Stralsund besteht nicht.
- Badenstraße (Altstadt / Altstadt)

Die Badenstraße verläuft von der Ossenreyerstraße zum Hafen und endet an der Straße Zum Fischmarkt. Sie ist eine der ersten Straßen Stralsunds und wurde bereits im 13. Jahrhundert nach der Familie Bode, die am Anfang der Straße wohnte, platea bodonis benannt. Bei dieser Familie und den weiteren Bewohnern der Straße muss es sich um sehr reiche Kaufleute gehandelt haben, wie die prächtigen Bürgerhäuser belegen. Aus der Bodestrate wurde nach dem Aussterben der Familie im 14. Jahrhundert unter Bezug auf die Boten (niederdeutsch Baden) die Badenstraße. Ein Bezug zum Land Baden besteht also nicht.
Der Abschnitt zwischen Ossenreyer- und Kleinschmiedstraße hieß bis zum 15. Jahrhundert noch kolemarket nach den hier ansässigen Brennstoffhändlern. Ab dem 15. Jahrhundert nannte man diesen Abschnitt Wendenmarkt nach den Wendschlächtern, die hier minderwertiges Fleisch verkauften. Bei der Reform der Straßennamen 1869 wurde der Abschnitt der Badenstraße zugeordnet.
Das einst an der Ecke zur Wasserstraße stehende Badentor wurde 1877 auf Ratsbeschluss hin abgerissen.
- Badstüberstraße (Altstadt / Altstadt)

Im Jahre 1298 erstmals erwähnt wurde die Badstüberstraße nach dem Gewerbe der Badstüber (niederdeutsch Badstöver) oder Bader benannt. Angehörige dieses Gewerbes betrieben Badestuben für die Bürger; dies war oft verbunden mit Alkoholausschank, der Haarschneiderei und vereinzelt auch mit der Praxis des Aderlasses. In den Badstuben wurde allerdings nicht nur gebadet; belegt ist auch die gewerbsmäßige Prostitution.
- Bahnhofstraße (Tribseer / Tribseer Vorstadt bzw. Franken / Frankenvorstadt)

Die Straße verläuft entlang des Stralsunder Bahnhofs.
Die Straße wurde als Kiesweg unter dem Namen Bahnhofsweg angelegt. 1890 wurde die nunmehr befestigte Straße in Bahnhofstraße umbenannt.
- Bahnhofsweg

ehemaliger Straßenname, siehe Bahnhofsstraße
- Bahnweg (Franken / Franken Mitte)

Den Namen Bahnweg trug in den 1920er Jahren die heutige Gentzkowstraße. Heute führt der Bahnweg von der Greifswalder Chaussee bis zur Bahnhofstraße.
- Barnimstraße (Tribseer / Tribseer Siedlung)

Benannt nach den Herzögen von Pommern-Barth-Rügen bzw. Pommern-Wolgast, Barnim. Diese nahmen im 13. und 14. Jahrhundert hauptsächlich durch die Gewährung von Schutzrechten Einfluss auf die Geschicke der Stadt.
- Barther Straße (Tribseer / Tribseer Vorstadt bzw. Grünhufe / Stadtkoppel bzw. Knieper / Knieper West)

Benannt nach der Stadt Barth in Vorpommern-Rügen.
- Battinmacherstraße

ehemaliger Straßenname, siehe Jacobiturmstraße
- Bauhofstraße (Franken / Franken Mitte)

Bis zur Errichtung eines neuen Bauhofes für das städtische Bauamt im Jahr 2005 befand sich der Bauhof hier.

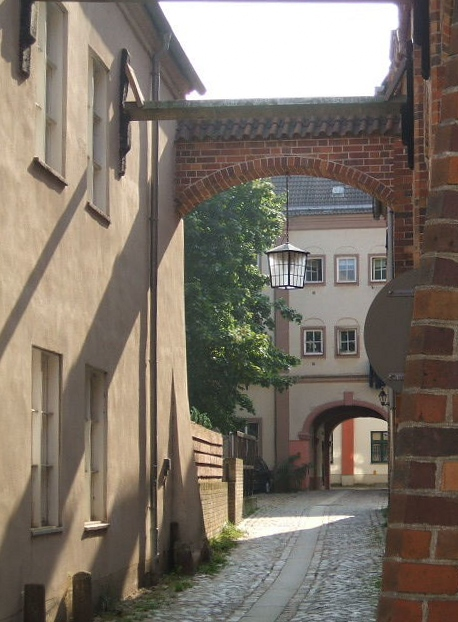
Blick in die Bechermacherstraße

- Baumschulenstraße (Tribseer / Tribseer Vorstadt)

- Bechermacherstraße (Altstadt / Altstadt)

Die Bechermacherstraße wird im Jahr 1396 erstmals urkundlich erwähnt.
Benannt wurde sie nach dem Gewerbe der Bechermacher (niederdeutsch Bekermaker), Kleinböttchern, die Hersteller kleiner Gefäße waren.
Allerdings trug damals nur ein kleiner Abschnitt der heutigen Straße, nämlich zwischen Badenstraße und Semlower Straße, diesen Namen. Der Abschnitt zwischen Semlower Straße und Fährstraße trug bis zur Straßennamensreform 1869 den Namen Hühnerstraße.
- Beethovenstraße (Knieper / Knieper Nord)

Benannt nach dem Komponisten Ludwig van Beethoven. Diese Straße befindet sich im Musikerviertel. Ein Bezug zu Stralsund besteht nicht.
- Bei der Heilgeistkirche (Altstadt / Altstadt)

Benannt nach der nahe gelegenen Heilgeistkirche. Diese gehört zum Heilgeisthospital.
- Bei der Jacobikirche

ehemaliger Straßenname, siehe Papenstraße
- Bergener Weg (Franken / Frankensiedlung)

Benannt nach der Stadt Bergen auf Rügen. In dieser Siedlung wurden überwiegend Straßen nach Orten auf der Insel Rügen benannt.
- Bertolt-Brecht-Straße (Knieper / Knieper Nord)

Benannt nach dem Dichter und Schriftsteller Bertolt Brecht. Ein konkreter Bezug zu Stralsund besteht nicht.
- Bessiner Haken (Knieper / Knieper Nord)

- Bielkenhagen (Altstadt / Altstadt)

Die Straße Bielkenhagen erhielt ihren Namen nach einer im 14. Jahrhundert nach Stralsund eingewanderten Familie namens Bileko. Diese besaß in dieser Straße um 1300 mehrere Anwesen.
Straßennamen, die auf -hagen enden, deuten auf Straßen hin, die entweder längs der Stadtmauer verliefen bzw. auf diese zuführten.
Der Abschnitt zwischen der Mönchstraße und dem Gerichtsgebäude hieß bis zur Straßennamensreform 1869 Im Sieben Thören bzw. Siebenthoren. Dieser Name ist erstmals 1554 erwähnt. Wahrscheinlich wurde dieser Abschnitt nach den sieben Toren des hier gelegenen Hofes des Klosters Eldena benannt.
Im Garten des Gefängnisses wurde am 21. April 1855 die letzte Enthauptung in Stralsund durchgeführt.
- Billrothstraße (Knieper / Kniepervorstadt)

Bedeutsam für Stralsund sind gleich drei Billroths: Im Mittelalter spielten die beiden Kaufleute Friedrich Martin Billroth und J.C. Billroth eine bedeutende Rolle in Stralsunds Kaufmannschaft und somit für die Stadt selbst. Benannt wurde die Straße aber nach dem Chirurgen und Wissenschaftler Theodor Billroth, der in Bergen auf Rügen geboren wurde. Ein Bezug zu Stralsund besteht nicht.
- Binzer Weg (Franken / Frankensiedlung)

Benannt nach der Stadt Binz auf Rügen. In dieser Siedlung wurden überwiegend Straßen nach Orten auf der Insel Rügen benannt.
- Birkenhain (Süd / Andershof)

Benannt nach der einheimischen Birke. In diesem Stadtviertel wurden die Straßen überwiegend nach heimischen Pflanzen benannt.
- Blauturmstraße (Altstadt / Altstadt)

Benannt nach der Blauturmbastion.
- Bleistraße (Altstadt / Altstadt)

Im Jahr 1623 wurde aus der Blidestrate die heutige Bleistraße in Unkenntnis der einstigen Bedeutung des Wortes Blide. Dabei handelte es sich um Schleudermaschinen, die im Mittelalter entstanden. Stralsund besaß von diesen Maschinen im Jahr 1278 53 Stück; für diese wurde in der 1307 erstmals erwähnten Blidestraße ein Magazin zum Schutz der teuren Maschinen gebaut.
- Blütenweg (Grünhufe / Stadtkoppel)

- Boddenweg (Süd / Andershof)

- Bogislawstraße (Tribseer / Tribseer Siedlung)

Benannt nach den Herzögen von Pommern-Wolgast, Bogislaw.
- Böttcherstraße (Altstadt / Altstadt)

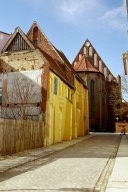
Böttcherstraße, Blick aufs Meeresmuseum

Benannt nach dem im Mittelalter hier überwiegend angesiedelten Gewerbe der Böttcher, die aufgrund der bedeutenden Rolle Stralsunds als Hansestadt eine recht große Zunft bildeten, da nahezu alle Waren in Fässern und Tonnen, die von den Böttchern gefertigt wurden, verschifft (gehandelt) worden sind.
Erste urkundliche Erwähnung fand die Böttcherstraße als Bezeichnung für die Gasse vom Katharinenkloster zur Jacobikirche.
Die Böttcherstraße hieß bis 1530 noch Papenstraße bzw. nach dem Auftauchen einer zweiten Papenstraße, Große Papenstraße. 1530 wurde sie in Böttcherstraße umbenannt.
In der Böttcherstraße 29 (wurde 2005 abgerissen) wurde 1891 die Ortsgruppe der SPD gegründet.
- Brandshäger Straße (Süd / Andershof bzw. Süd / Devin)

Benannt nach der Ortschaft Brandshagen zwischen Stralsund und Greifswald, die auf diesem Weg erreicht werden kann.
- Breite Querstraße

ehemaliger Straßenname, siehe Jacobiturmstraße
- Bremer Straße (Grünhufe / Grünthal-Viermorgen)

Benannt nach der Stadt Bremen. Das Wohnviertel erhielt nach der politischen und ökonomischen Wende in der DDR überwiegend Namen von Städten, mit denen Stralsund zur Zeit der Hanse eng verbunden war.
- Bruno-Bürgel-Straße (Knieper / Kniepervorstadt)

Benannt nach dem deutschen Schriftsteller und Astronom Bruno Hans Bürgel. Ein direkter Bezug zu Stralsund besteht jedoch nicht.
- Bungalowsiedlung Devin (Süd / Devin)